# Statuts des collectivités territoriales françaises
Le statut de chaque collectivité territoriale française se caractérise par la conjugaison d'un régime législatif et d'un dispositif institutionnel. C’est-à-dire des conditions dans lesquels s'applique la loi française, et d'une organisation administrative opérationnelle.